# Convoi no 24 du 4 avril 1944
Le convoi no 24 du 4 avril 1944 est le vingt-sixième convoi de déportation à quitter, au cours de la Seconde Guerre mondiale, le territoire belge en direction d'Auschwitz-Birkenau,.
Le convoi emmenait 625 personnes : 332 hommes, 293 femmes, dont 47 enfants de moins de seize ans. Lon Landau se trouvait à bord du train. Il survécut à plusieurs camps, marches de la mort, jusqu'à leur libération, mais il décéda de la typhoïde au camp de Bergen-Belsen en 1945.